# Spiderwick (film)
Spiderwick (originaltitel: The Spiderwick Chronicles) är en amerikansk familjefilm från 2008 regisserad av Mark Waters, baserad på böckerna med samma namn av Tony DiTerlizzi och Holly Black. Rollerna spelas av Freddie Highmore, Sarah Bolger, Mary-Louise Parker, Nick Nolte, Joan Plowright, David Strathairn, Seth Rogen och Martin Short. Filmen vann en Sierra Award i kategorin Bästa Familjefilm.

## Handling
Jared Grace (Freddie Highmore) har flyttat från New York med sin mamma Helen (Mary-Louise Parker) och syskonen Simon (Freddie Highmore) och Mallory (Sarah Bolger), till ett stort gammalt hus som har stått öde i Maine i New England. De som senast bodde där var anfadern Arthur Spiderwick (David Strathairn) och hans familj. Familj och grannar tyckte Arthur var konstig och när han försvann besynnerligt ville ingen ta över herrgården. Mamman får dock bo där gratis mot att hon tar hand om huset. Jared vill helst vara med sin pappa Richard (Andrew McCarthy), men vet inte att hans mamma och pappa har separerat. Pappan har dessutom flyttat ihop med en annan kvinna. Men det visar sig att det gamla huset har hemligheter och efter att ha jagat något i väggarna hittar Jared en gammal mathiss, som tar honom till ett dolt rum och där hittar han Arthur Spiderwicks fälthandbok med alla hemligheter om övernaturliga varelser. Boken öppnar en ny värld för Jared och hans syskon, men farliga väsen och vidunder är också ute efter handboken, och syskonen Grace.

## Rollista (i urval)
- Freddie Highmore – Jared/Simon Grace
- Sarah Bolger – Mallory Grace
- Mary-Louise Parker – Helen Grace
- Nick Nolte (röst) – Mulgarath
- Joan Plowright – Tant Lucinda Spiderwick
  - Jordy Benattar – Lucinda Spiderwick som ung
- David Strathairn – Arthur Spiderwick
- Seth Rogen (röst) – Pipgrisen
- Martin Short (röst) – Tråckeltum
- Ron Perlman (okrediterad) – Rödtopp
- Andrew McCarthy – Richard Grace
- Tod Fennell – Helens medarbetare

## Om filmen

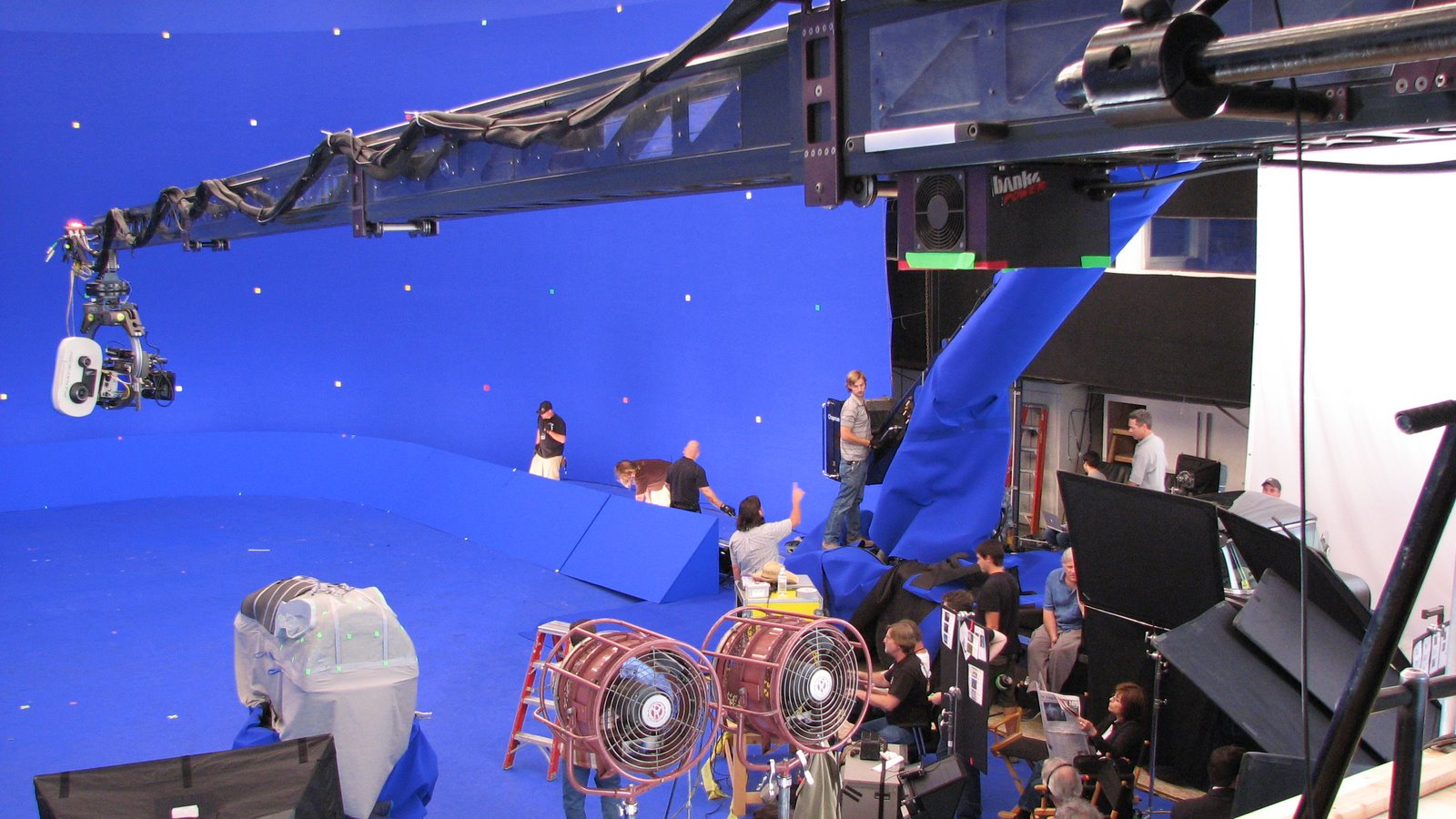
Här använder de bluescreen i filmen.

I en intervju sade skådespelaren Sarah Bolger att inspelningen tog 4–5 månader och att hon stod framför en bluescreen 24 timmar om dygnet.

### Mottagande
Spiderwick fick mestadels positiva recensioner från flera filmkritiker.
Rotten Tomatoes rapporterade att 81 procent, baserat på 149 recensioner, hade gett filmen en positiv recension och satt ett genomsnittsbetyg på 6,70 av 10. På Metacritic nådde filmen genomsnittsbetyget 62 av 100, baserat på 30 recensioner.

### Recensioner i Sverige
Urval av tidningars betyg på filmen:
- Aftonbladet – 4/5[6]
- Expressen – 3/5[7]
- Helsingborgs Dagblad – 3/5[8]
- Svenska Dagbladet – 3/6[9]

## Datorspel
Ett datorspel baserad på filmen släpptes den 5 februari 2008 till Xbox 360, PC, Wii, Nintendo DS och Playstation 2. Spelet är utvecklad av Sierra Entertainment och utgivet av Stormfront Studios.